# Weißöl

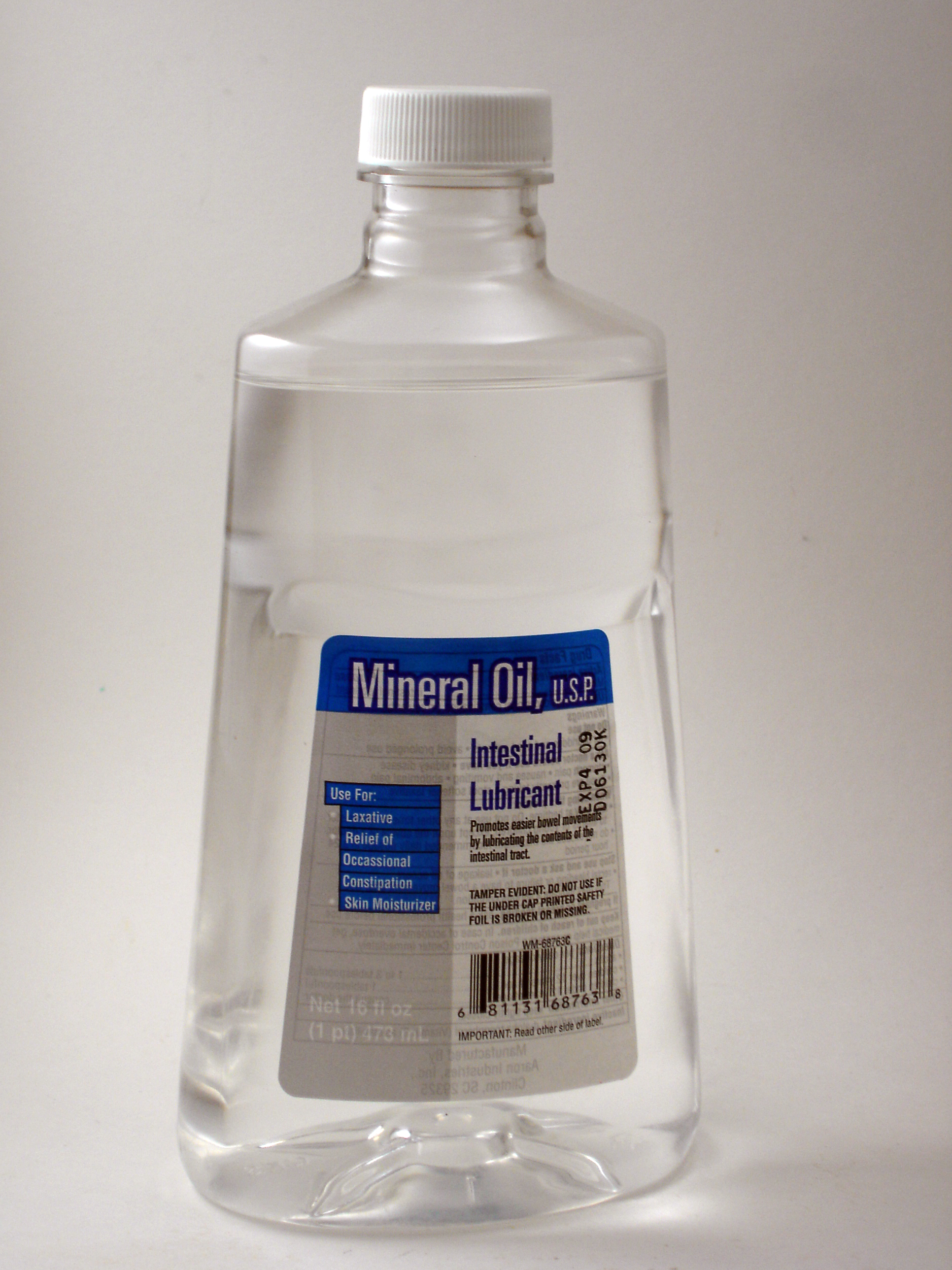
Flasche mit Weißöl (engl. „mineral oil“), auch Paraffinöl genannt, als Abführmittel und zur Hautpflege, entsprechend einer Feuchtigkeitscreme (engl. „skin moisturizer“).

Weißöle sind Paraffinöle und gehören je nach Herstellungsverfahren zu den Mineralölen oder den synthetischen Ölen; man unterscheidet ferner zwischen den technischen und besonders reinen medizinischen Weißölen.

## Technische Weißöle
Technische Weißöle unterschiedlicher Viskosität werden häufig nach ihrem Einsatzzweck vermarktet, z. B. als  Nähmaschinenöl, Fahrradöl, Pflegeöl, Feinmechanikeröl, Bohr- und Schneidöl und werden als Schmierstoffe, Waffenöl oder Möbelpolitur verwendet. Sie sind sehr stabil gegenüber Umwelteinflüssen, werden nicht ranzig und verharzen nicht. Technische Weißöle sind oft nur einmal hydriert und können noch Spuren aromatischer Kohlenwasserstoffverbindungen enthalten, die krebserregend sind. Technische Weißöle können einen leichten Geruch aufweisen und sind nahezu wasserklar mit einem leichten Gelbstich. Weißöl verdunstet langsam, ohne Rückstände zu hinterlassen, muss also regelmäßig erneuert werden.

### Holzpflegemittel
Weißöle bilden oft die Grundlage von Möbelpolituren. Weißöl wandert durch sein gutes Kriechverhalten in kleinste Fehlstellen hinein. Bei Kratzern, Flecken und Oberflächenporositäten in farblos lackierten Flächen beeinflusst dies die Lichtbrechung, sodass diese weniger auffallen.
Paraffinöl wird auch zur Behandlung von rohem Holz angeboten und schützt dieses vor Feuchtigkeit und der Bildung von Flecken. Im Gegensatz zu trocknenden Ölen kann es jedoch unter üblichen Einsatzbedingungen nicht aushärten (d. h. polymerisieren bzw. oxidieren) und lagert sich unverändert im Holz ein. Diese Eigenschaft hat den Vorteil, dass es jederzeit ohne weitere Vorbehandlung nachgeölt werden kann und dass auch beanspruchte Holzoberflächen ein gleichmäßiges Erscheinungsbild behalten, weil das Öl in begrenztem Maße in der Lage ist, sich immer wieder im Holz zu verteilen.  An exponierten Stellen im Außenbereich hat es keine dauerhafte Holzschutz-Wirkung, da es von der Witterung ausgewaschen wird. Vor einer nachfolgenden Behandlung des Holzes mit dauerhafteren Holzschutzmitteln wie Leinöl, Tungöl, Wachsen und Lacken sollte das Paraffinöl mit Lösungsmittel aus den oberflächennahen Schichten gewaschen werden, da es sonst als Trennmittel wirkt. Insbesondere die Haftung von wasserverdünnbaren Farben wie Acryllacken wird durch nicht-trocknende Öle behindert.

## Medizinische Weißöle
Weißöle in medizinischer Qualität (Paraffinum liquidum) werden in der Pharmazie oder Kosmetik eingesetzt und müssen sehr hohe Anforderungen an Reinheit und Verträglichkeit erfüllen. Diese medizinischen Weißöle sind farblos und werden oft als geruchs- und geschmacksfrei angepriesen; sie enthalten nur noch Spuren von Aromaten und Schwefelverbindungen.
Auch wenn diese Nebenprodukte entfernt  sind, ist ein Geruch und Geschmack durchaus noch vorhanden, ebenso ist offen ob H304 (aspirat. Tox) für Weißöle gilt oder nicht. Häufig wird angenommen, dass Weißöl vom Körper in gleicher Form wieder ausgeschieden wird, wie es eingenommen wurde. Es gibt jedoch Bedenken gegen die Einnahme und die regelmäßige Verwendung auf der Haut, da es ein körperfremder Stoff ist und sich möglicherweise in inneren Organen anlagern könnte.
Siehe auch: Gesundheitliche Aspekte von Paraffin
Aufgrund ihrer Unschädlichkeit für den Menschen können diese Weißöle nach NSF auch in der Lebensmittelindustrie für die USA verwendet werden. NSF ist eine private Vereinigung in den USA. Eine Zulassung als Lebensmittelzusatzstoff existiert in der EU (E-Nummern) und der Schweiz ausdrücklich nicht. Als Lebensmittelkontaktmaterial ist die Verwendung auf die nach EU 10/2011 vorgesehenen Anwendungen beschränkt.
Maschinen, die Lebensmittel verarbeiten, können sie als Schmieröl einsetzen, wenn für den US-Markt produziert wird. Als Zusatzstoffe für Kunststoffe, die lebensmittelecht sein müssen nach EU 10/2011 für die EU. Die EFSA evaluiert aktuell MOH, MOSH und MOAH, da oft Lebensmittel Spuren von Mineralöl aus Verpackungen enthalten.
Weißöl wird auch als Bestandteil von Winterspritzmitteln im Pflanzenschutz sowie bei der Herstellung von Schnupftabaken verwendet.